# Beverbeck
Beverbeck ist ein Ortsteil der Einheitsgemeinde Bienenbüttel im niedersächsischen Landkreis Uelzen.

## Geografie und Verkehrsanbindung

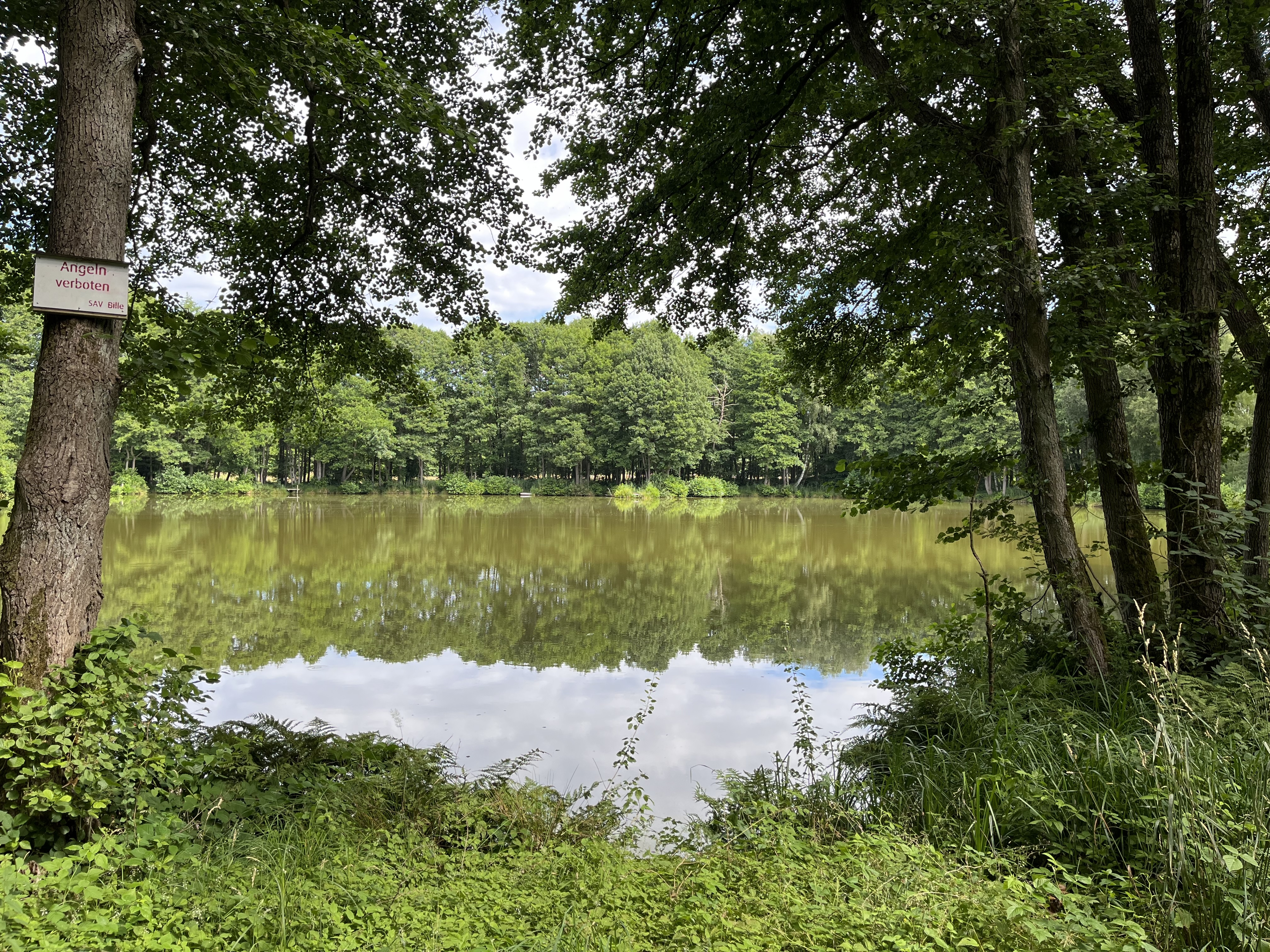
Moorteich Beverbeck

Beverbeck liegt südwestlich des Kernortes Bienenbüttel an der Kreisstraße K 36. Westlich verläuft die Landesstraße L 233 und östlich die B 4. Das etwa 250 ha große Naturschutzgebiet Schierbruch und Forellenbachtal erstreckt sich nördlich und westlich, an das im Süden der Moorteich grenzt, ein durch Torfabbau entstandenes etwa 5'000 m2 großes Gewässer.

## Sehenswürdigkeiten

### Baudenkmale
In der Liste der Baudenkmale in Bienenbüttel sind für Beverbeck zwei Baudenkmale aufgeführt:
- Hofanlage (Beverbecker Straße 6, Grünewalder Straße 1)
- Hofschafstall (Beverbecker Straße 4)

### Naturdenkmale
In der Liste der Naturdenkmale im Landkreis Uelzen sind für Beverbeck zwei Naturdenkmale aufgeführt:
- Ilexbaum (ND UE 00018)
- Rotbuche (ND UE 00080)

## Öffentliche Einrichtungen
Die Freiwillige Feuerwehr Beverbeck sorgt für den abwehrenden Brandschutz und die allgemeine Hilfe insbesondere auf örtlicher Ebene.